# Casa del Fascio (Ferrara)

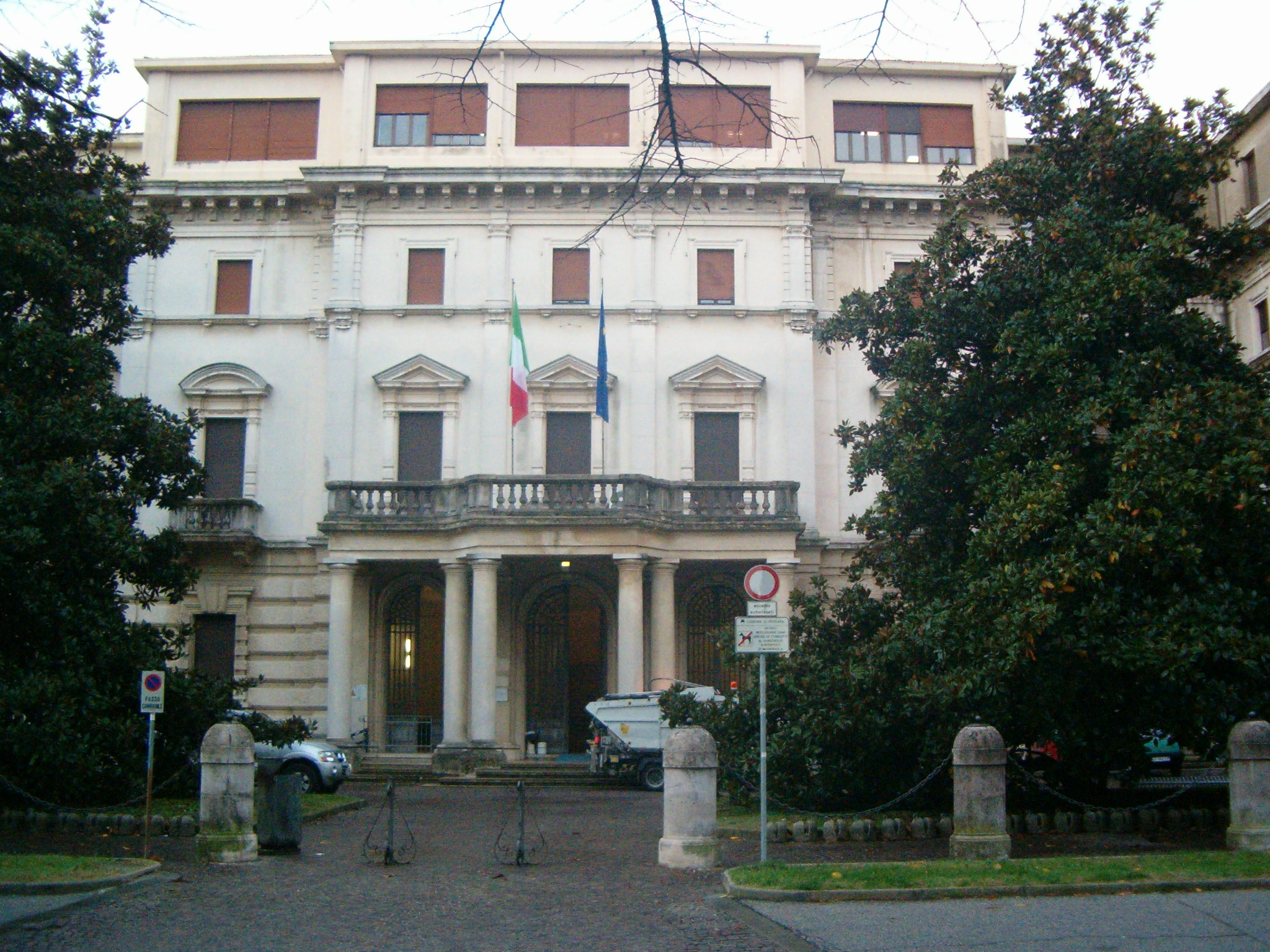
Ehemaliges Casa del Fascio in Ferrara

Das ehemalige Casa del Fascio ist ein Palast aus den 1930er-Jahren im Zentrum von Ferrara in der italienischen Region Emilia-Romagna. Er liegt in der Viale Cavour 75.

## Geschichte

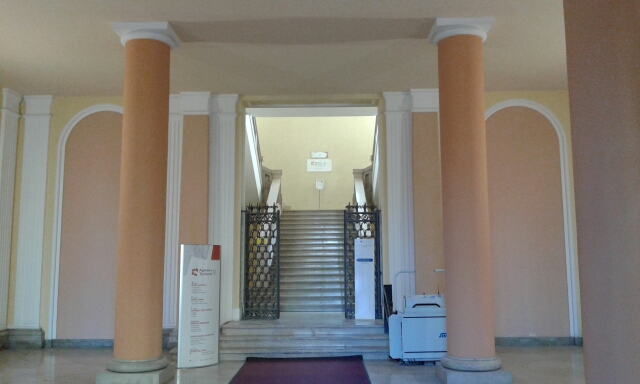
Das Innere des Casa del Fascio

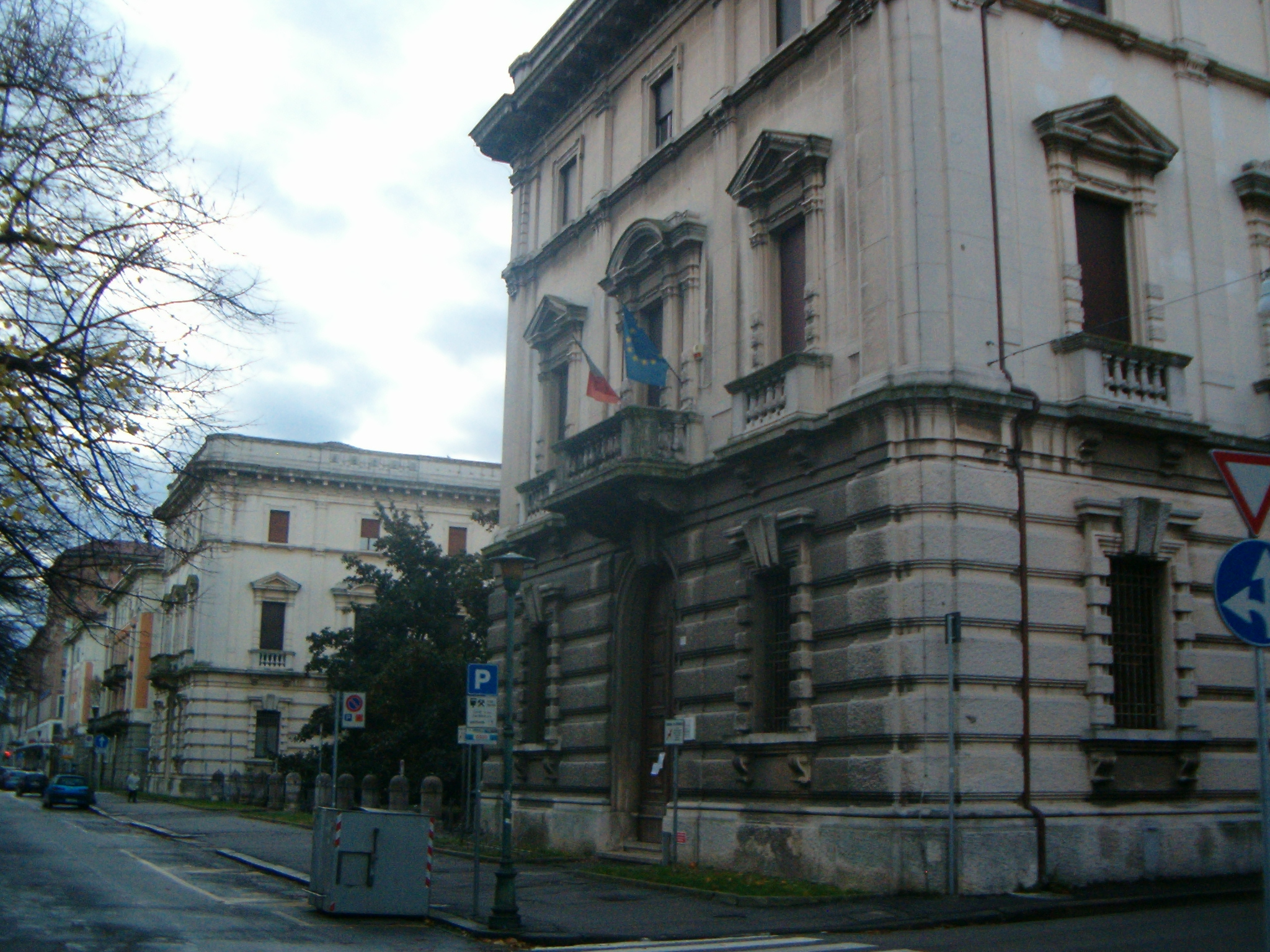
Ehemaliges Casa del Fascio: Der Flügel, in dem derzeit die weiterführende Schule 1. Grades „Torquato Tasso“ untergebracht ist.

Die erste Idee zum Bau eines neuen Casa del Fascio in der Viale Cavour als Ersatz des alten Hauses am Corso della Gioveca stammt von 1926 und zu diesem Zweck entschloss man sich, ein Gebäude abzureißen, das auf dem geplanten Baugelände stand und als Kaserne und vorher auch als öffentlicher Getreidespeicher gedient hatte. Das erste Projekt stammte vom Architekten Giorgio Gandini aus dem Jahre 1928. Ein Teil des Portals aus dem 17. Jahrhundert an der Fassade des alten Gebäudes wurde 1931 in den Innenhof des Palazzo dei Diamanti umgesetzt.
Am 23. Februar 1931 wurde das neue Casa del Fascio in Gegenwart von Italo Balbo, Renzo Ravenna und höheren Lokalautoritäten eingeweiht.
Das Gebäude war Teil der Stadterneuerung, die später „Addizione Novecentista“ (dt.: Erweiterung im 20. Jahrhundert) genannt wurde und gehörte zu den städtebaulichen Initiativen, die die Stadtverwaltung unter Führung von Bürgermeister Renzo Ravenna einrichtete, um der Stadt ein modernes Gesicht zu geben, der Besatzung zu helfen und dem Wunsch von Italo Balbo zu folgen, Ferrara zum alten Glanz der Estes zurückzuführen. Zu diesem Entwurf kam auch eine bemerkenswerte Unterstützung von den Seiten der Tageszeitung Corriere Padano, damals unter der Leitung von Nello Quilici.
Heute ist ein Teil des Gebäudes Sitz der weiterführenden Schule 1. Grades „Torquato Tasso“, wogegen der Mittelbau die Büros der territorialen Rechnungslegung des Staates in Ferrara untergebracht sind.

## Beschreibung
Der Palast wurde als grandioses Gebäude geplant und hat einen Mittelbau, flankiert von zwei vorspringenden Seitenflügeln. Es kamen in großem Umfang dekorative Marmorelemente im Stil des 16. Jahrhunderts zum Einsatz, wobei im Inneren die moderne Architektur vorweggenommen wurde. Es wurden Balkone, Arkaden und Terrassen, Säulen und imposante Gesimse vorgesehen. Der weite Innenhof war eine Konzession an den Rationalismus und zusammen mit der imposanten Treppe entsprach er der Größe des gesamten Gebäudes, das weitere 100 Räume enthält. Aus seinen Linien spricht der Wille des Regimes, zu repräsentieren. Das ursprüngliche Gebäude (vor der Aufstockung) erreichte eine Höhe von 17 Metern.